# Microphotus dilatatus
Microphotus dilatatus là một loài bọ cánh cứng trong họ Đom đóm (Lampyridae). Loài này được LeConte miêu tả khoa học năm 1866.